# Javi Navas
Javier Fernández Herranz (Las Navas del Marqués, 2 de junio de 1991), conocido como Javi Navas, es un futbolista profesional español que juega como extremo en el Salamanca C. F. UDS.

## Trayectoria
Nacido en Las Navas del Marqués, provincia de Ávila, Navas completó su formación en el Real Valladolid. Debutó con el filial en la temporada 2008-09, descendiendo de Segunda División B.
Navas hizo su debut oficial con el primer equipo del club de Castilla y León el 8 de septiembre de 2010, siendo titular en la victoria en casa por 1-0 ante la SD Huesca en la tercera ronda de la Copa del Rey. Su primer partido en Segunda División llegó el 11 de diciembre del año siguiente cuando entró como suplente en la segunda parte en el empate 2-2 ante el Hércules C. F.. Al final de la campaña fue definitivamente ascendido al primer equipo, aunque el mismo entrenador, Miroslav Đukić, lo consideró excedente y regresó al equipo B. 
En septiembre de 2012, Navas acordó un nuevo contrato de dos años con el Valladolid B. El 3 de enero del año siguiente, sin embargo, abandonó el Estadio José Zorrilla, firmando por dos años con el C. A. Osasuna "B" en la tercera división.
El 7 de julio de 2014, Navas se reincorporó a su primer equipo, el Valladolid B, ahora en la tercera división del fútbol español. Continuó compitiendo en dicha liga las siguientes temporadas, con la Cultural y Deportiva Leonesa, la U. D. San Sebastián de los Reyes, el C. D. Izarra, Unionistas de Salamanca C. F., Salamanca C. F. UDS y el Zamora C. F..